# 诺伊基希 (萨克森州)
诺伊基希（德語：Neukirch，發音：[ˈnɔʏkɪʁç]）是德国萨克森州包岑县的市镇，面积39.47平方千米，2023年12月31日人口为1,597人。